# Медовка (рід птахів)
Медовка (Phylidonyris) — рід горобцеподібних птахів родини медолюбових (Meliphagidae). Представники цього роду мешкають в Австралії та на сусідніх островах, зокрема на Тасманії.

## Види
Виділяють три види:
- Медовка золотокрила (Phylidonyris pyrrhopterus)
- Медовка жовтокрила (Phylidonyris novaehollandiae)
- Медовка білощока (Phylidonyris niger)

## Етимологія
Наукова назва роду Phylidonyris походить від сполучення слова фр. Phylédon — медоїд і наукової назви роду Маріка (Cinnyris Cuvier, 1816).